# Khamica Bingham
Pour les articles homonymes, voir Bingham.
Khamica Bingham, née le 15 juin 1994 à North York, est une athlète canadienne. 
Elle est médaillée de bronze du relais suédois aux Championnats du monde d'athlétisme jeunesse 2011, médaillée d'argent du relais 4 × 100 mètres aux Championnats panaméricains juniors d'athlétisme 2013 à Medellín puis médaillée de bronze de la même discipline aux Jeux panaméricains de 2015 à Toronto.

## Biographie
Khamica Bingham a fait ses débuts olympiques à Rio 2016 où elle a ancré l'équipe du relais 4x100m à la septième place, à la première finale olympique du Canada depuis Los Angeles en 1984. Elle a raté la demi-finale du 100m en une seule place. Bingham avait connu une excellente saison 2015. Elle a amarré le relais 4x100m qui a battu le record national aux Relais mondiaux de l'IAAF 2015, en 42,85 secondes pour terminer quatrième et qualifier le Canada pour Rio 2016. En tant que championne nationale du 100m, elle a relancé le relais 4x100m en bronze aux Jeux panaméricains à Toronto, où elle a également terminé sixième au 100m, affichant un record personnel de 11,13 secondes. Elle était également l'ancre sur le relais 4x100m qui a répété sa sixième place aux Championnats du monde de l'IAAF avec un record national de 42,60. Bingham a été la seule Canadienne, masculine ou féminine, à se qualifier pour une finale du 100 m aux Jeux du Commonwealth de 2014, revenant d'un virus de l'estomac débilitant au plus fort de sa saison. Elle a remporté trois médailles d'or aux Championnats de SIC 2014, remportant le 60m en temps record, le relais 300m et le relais 4x200m. Bingham a tout juste raté le podium au 100m aux Championnats du monde juniors de l'IAAF 2012, terminant quatrième une année après avoir terminé cinquième aux Championnats du monde juniors de l'IAAF.